# 苏巴吴基
苏巴吴基（1905年？月？日—1950年8月12日），克伦族人，克伦民族联盟的首任主席。1905年出生于伊洛瓦底的白登镇。1925年毕业于剑桥大学。1927年在英国获得律师资格。1937年担任英属缅甸税收大臣。1947年担任缅甸运输和通讯部长。1949年开始率军攻占仰光附近的永盛，建立以东吁为首都的临时政府，不久遭政府军攻破。1950年在外出途中被遇刺身亡，被缅甸的克伦族视为“克伦独立运动之父”。